# Aurès
Aurès (ⵉⴷⵓⵔⴰⵔ ⵏ ⴰⵡⵔⴰⵙ, جبال الأوراس) je pohoří v severovýchodním Alžírsku, částečně zasahuje i na tuniské území. Tvoří nejvýchodnější výběžek Atlasu, je 200 km dlouhé a 90 km široké, nejvyšším vrcholem je Džebel Chélia (2328 metrů nad mořem). Největším městem je Batna.
Pohoří bylo ve starověku známo jako Aurasius mons, což pochází z berberského výrazu awras (divoký). Bylo součástí Numidie, později je ovládli Římané, kteří založili město Timgad. V obtížně přístupném regionu se dochovalo původní berberské osídlení, provozuje se transhumance. Nacházejí se zde cedrové a dubové lesy, vrcholy jsou v zimě pokryty sněhem, v létě dosahují teploty až 40 °C. Hlavní řekou oblasti je Oued Abiod, jejíž údolí je důležitou zemědělskou oblastí. Chráněným územím je národní park Belezma.
V pohoří probíhaly těžké boje během války za nezávislost Alžírska. V tomto období se odehrává děj filmu Vítr z Aurès, který v roce 1967 natočil alžírský režisér Mohammed Lakhdar-Hamina.